# Délkelet-Ázsia művészete
Az 1. évezred folyamán India ősi kultúrája egész Délkelet-Ázsiában éreztette hatását. A 2. század végére a kétoldalú kereskedelem egészen Indonéziáig terjedt, és a buddhista szerzetesek is ezt a kultúrát népszerűsítették. Az indiai misszionáriusok a hindu és buddhista rituális művészetet Thaiföldön és a khmerek előtti Kambodzsában is meghonosították. 
Az indojávai művészetben mindinkább a hazai, maláj elemek kerültek előtérbe. Indokína ősi művészetének eredeti indiai jellegét olyan műemlékek mutatják, mint Kambodzsában a híres Angkor-Vat templomváros. Később az indiai hagyományt kínai hatásokkal ötvöző önálló khmer művészet és thaiföldi (sziámi) művészet is kifejlődik. 
A brahmanista művészettel egyidejűleg bontakozik ki a burmai és thaiföldi buddhista művészet a maga jellegzetes templomaival, amelyek jóformán semmiféle plasztikai díszítést nem alkalmaznak, de építészetüket tekinve közel állnak India brahmanista művészetéhez.

## Általános vonások

### Építészet

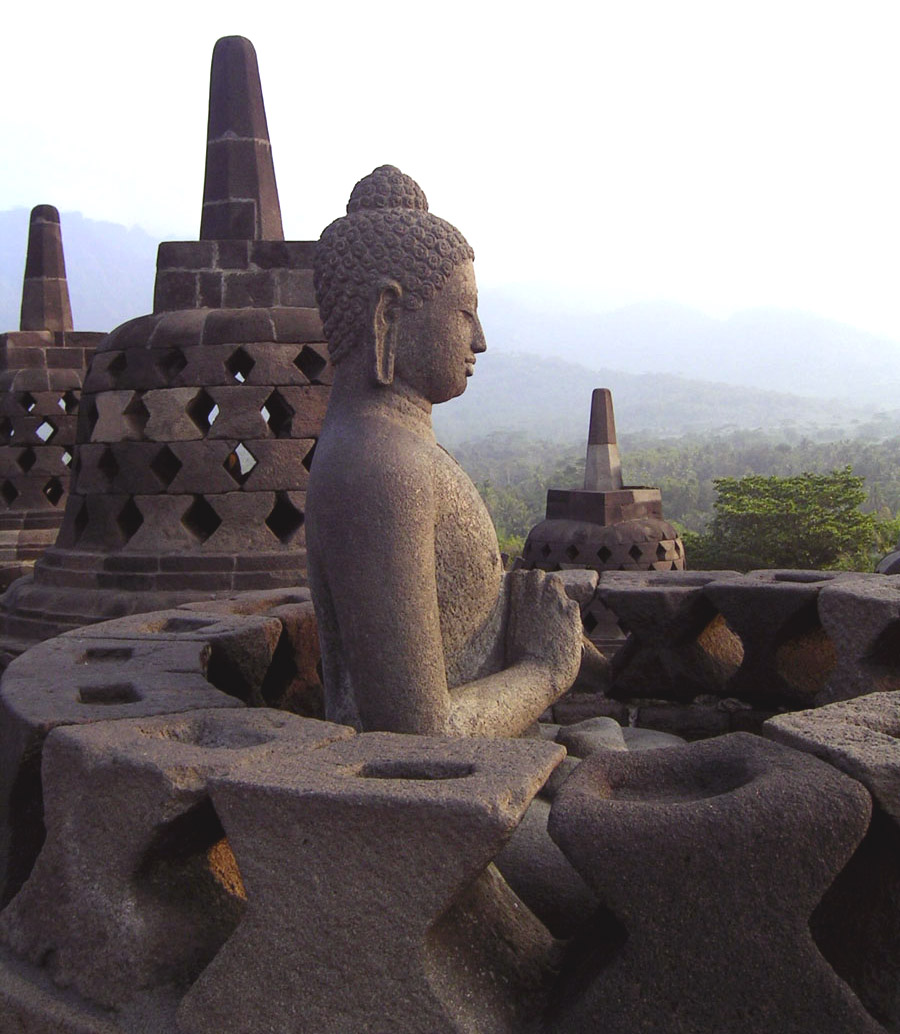
A borobuduri Buddha, mögötte néhány sztúpa látható

A hindu templomépítészet Indiában fejlődött ki, és onnan terjedt tovább Délkelet-Ázsia területére. Itt a legmagasabb fokra Kambodzsában jutott, ahol az első nagy templomvárost Jaszovarman építette 889 és 910 között. Angkor hatalmas templomai a 12. században épültek. 
A buddhista építészet egyik legjellegzetesebb műfaja a szintén Indiában kialakult sztúpa, vagyis sírhalom. A sztúpaépítészet egyik remeke a jávai Borobudurban található. Valószínűleg az indiai eredetű Szailendra király dinasztiájának uralkodása alatt készült, aki a 8. században a Maláj-félszigeten, Szumátrán és Jáván alapította meg birodalmát. 
Burma leghíresebb templomát, a Paganban álló Ananda-szentélyt indiai buddhista szerzetesek építették a 11-12. században. A templom bengáli hatásról árulkodik.

### Szobrászat
Az 1. évezred első felében Délkelet-Ázsiában készült Buddha-szobrok az indiai Gupta-kor hatását mutatják. Különösen szépek a jávai Buddha-fejek. Ezekben a világtól való buddhista elvonultság csodálatra méltó nyugalomban és szépségben jut kifejezésre. Buddha arcát a vonások rendkívüli szabályossága és arányossága jellemzi. Az egész arc általában három egyforma részre, az orr, homlok és áll zónájára oszlik. Az arcvonások különleges finomsága és az átszellemült, elmélkedő arckifejezés jellemzi. A keskeny arcot koronázó, hangsúlyozottan kidolgozott fejdísz e művet nagy plasztikai erővel ruházza fel. A bordobuduri Buddha-fej fiatalosabb, arca teltebb, hajfürtjei a koponyához lapulnak. 
A valamivel később keletkezett thaiföldi Buddha-szobrok feje magas, nyílt homlokú, szemöldökük nincs, keskeny szeműek, mosolygósok. Van néhány szép Buddha-szobor a vietnámi Dong Doungban is.
Egy borobuduri reliefsor Buddha életét jeleníti meg. Láthatjuk királyfiként, amint rituális mosakodást végez a parton, miközben az istenek követei virágszirmokat hintenek fejére. Egy másik domborműn Buddha egyik tanítványát láthatjuk, ahogy egy lánynak magyaráz a kútnál. A lány előtt korsója áll, ő pedig tanítója szavait hallgatja. Hat társnője kezükben vagy fejükön tartott korsóval éppen a kúthoz igyekszik. Az egymással csevegő alakok arcán bensőséges kifejezés látható. A borobuduri reliefek arányosak, gazdagabbak és lágyabbak, mint a szánycsí és bhárhuti domborművek. A művész a síkon finom átmeneteivel nemcsak a testek formáit, hanem a flórát, sőt még a táj levegőjét is nagyszerűen érzékelteti.

## Egyes országok sajátosságai

### Kambodzsa (khmer művészet)
A Mekong középső folyása és közeli tavak vidékén a legrégibb emlékek a Kr. e. 4. századból maradtak fenn: geometrikus és állatornamentikájú bronzedények. A Kr. e. 1. században megkezdődött a terület kultúrájának indianizációja, indiai eredetű dinasztiák erős központi hatalmat hoztak létre (ez kiterjedt Burmára és Sziámra is). Ennek hatására előbb a brahmanizmus, majd a buddhizmus gyökeresedett meg, átformálva a művészetet. Így az i. sz. 8. századig a kambodzsai művészeten indiai jelleg uralkodott. 
A 9-13. század a khmer művészet klasszikus kora, amikor az indiai hatás alól felszabadulva önálló formakincs és művészet jött létre. Ennek legjellemzőbb emléke a 9. században alapított főváros, Angkor, melynek építményei ugyan indiai alapsémákat követnek, tagolásuk azonban zömök. A szobrászati alkotások az indiai művészethez képest tudatosan leegyszerűsítettek, összefoglaló jellegűek. Témájuk vallási és világi (khmer történeti mondák, indiai mítoszok). 
A 14. században megnőtt a buddhizmus szerepe, khmer vonásokat viselő Buddha-szobrok készültek, kőből, fából, aranyozva. Az újkorban ezt felváltotta az Indokínai-félszigeten meghonosodott kínai eredetű keverékstílus, mely felszíni díszítés maradt csupán (buddhista halotthamvasztási szertartásra készült sátorépületeken, iparművészetekben egyaránt).

### Thaiföld (thai művészet)
- Thai templomépítészet
- Gautama Buddha ikonográfiája Thaiföldön